# Predikanten
Predikanten är en roman från 2004, skriven av Camilla Läckberg, den andra i serien om Patrik och Erika. 

## Handling
En sommarmorgon smiter en liten pojke ut för att leka riddare i Kungsklyftan i Fjällbacka. Leken får ett brådstörtat slut när han får syn på en död kvinna. Polis kallas till platsen och mystiken tätnar när man under den mördade kvinnan finner två kvinnoskelett.
Patrik Hedström och hans kollegor i Tanumshedes poliskår ställs inför ett svårlöst mysterium. Det visar sig att skeletten härrör från två kvinnor som försvann 1979. Vilken koppling har morden till varandra? Söker man en mördare som återkommit efter mer än tjugo år, eller någon som bara inspirerats av de tidigare morden? 
Utanför mordet spirar lycka hos Patrik och hans sambo Erica, som är gravid.